# Bercsényi László (alezredes)
Székesi gróf Bercsényi László János Fülöp (1781. október 1. – Kassa, 1835. november 28.) kiemelkedő katona, alezredes, a Bercsényi család utolsó sarja.

## Élete
Bercsényi Ferenc gróf egyetlen fiúgyermekeként született, apja halála után a család egyetlen férfi tagja lett. Tanulmányait a bécsi Theresianumban folytatta, ezt követően sok hadjáratban vett részt. 1799-ben Rivoliban már hadnagy, 1809 áprilisában bajorországi csatákban százados. Május hónapban Aspern, júliusban Wagram és Austerlitz földjén, 1813-ban pedig Olaszországban harcolt. 1814-ben őrnaggyá léptették elő, 1815-ben már Nápolyi Királyság ellen küzdött, végül 1823-ban alezredes lett. Ebben a rendfokozatában nyugdíjba vonult, majd hazaköltözött Magyarországra, Kassán érte a halál.
László nem nősült meg, halálával férfiágon kihalt a család. Nővérének, d'Hennezel grófnénak a mai napig élnek leszármazottai Franciaországban.